# Willem II in het seizoen 1955/56
Het seizoen 1955/1956 was het tweede jaar in het bestaan van de Tilburgse betaaldvoetbalclub Willem II. De club kwam uit in de Hoofdklasse B en eindigde daarin op de zesde plaats. Door dit resultaat werd een plaats in de Eredivisie afgedwongen.

## Wedstrijdstatistieken

### Hoofdklasse B
|       | Alkmaar '54 | BVV   | D.F.C. | EDO   | Elinkwijk | Emma  | Feijenoord | De Graafschap | GVAV  | MVV   | PSV   | Rapid JC | SHS   | Sittardia | Sportclub Enschede | SVV   | De Volewijckers |
| ----- | ----------- | ----- | ------ | ----- | --------- | ----- | ---------- | ------------- | ----- | ----- | ----- | -------- | ----- | --------- | ------------------ | ----- | --------------- |
| Thuis | 2 – 1       | 2 – 1 | 2 – 0  | 1 – 1 | 0 – 1     | 3 – 1 | 5 – 3      | 1 – 2         | 1 – 1 | 3 – 4 | 3 – 3 | 2 – 4    | 0 – 3 | 4 – 1     | 0 – 3              | 2 – 1 | 3 – 0           |
| Uit   | 1 – 0       | 1 – 2 | 0 – 3  | 0 – 1 | 3 – 1     | 1 – 1 | 2 – 1      | 0 – 1         | 2 – 2 | 0 – 1 | 3 – 1 | 1 – 2    | 5 – 2 | 3 – 6     | 1 – 0              | 0 – 2 | 0 – 4           |

## Statistieken Willem II 1955/1956

### Eindstand Willem II in de Nederlandse Hoofdkklasse B 1955 / 1956
| Stand | Gespeeld | Gewonnen | Gelijk | Verloren | Punten | Doelpunten voor | Doelpunten tegen |
| ----- | -------- | -------- | ------ | -------- | ------ | --------------- | ---------------- |
| 6e    | 34       | 17       | 5      | 12       | 39     | 64              | 53               |

### Topscorers
| Competitie \| # \| Naam \| \| \| -------------- \| ------------------------------------ \| -- \| \| 1. \| Jan van Roessel \| 24 \| \| 2. \| Sjel de Bruyckere \| 13 \| \| 3. \| Piet de Jong \| 8 \| \| 4. \| Jan Brooijmans \| 7 \| \| 5. \| Gerrit de Wit \| 5 \| \| 6. \| Nico van Elderen \| 2 \| \| 7. \| Toon Becx \| 1 \| \| 7. \| Cees Dikmans \| 1 \| \| 7. \| Jan de Jongh \| 1 \| \| 7. \| Leo Snijders \| 1 \| \| Eigen doelpunt \| \| \| \| 1. \| Simon van der Oord (De Volewijckers) \| \| \| Totaal \| Totaal \| 64 \| |                                      |      |
| # | Naam                                 | Goal |
| 1. | Jan van Roessel                      | 24   |
| 2. | Sjel de Bruyckere                    | 13   |
| 3. | Piet de Jong                         | 8    |
| 4. | Jan Brooijmans                       | 7    |
| 5. | Gerrit de Wit                        | 5    |
| 6. | Nico van Elderen                     | 2    |
| 7. | Toon Becx                            | 1    |
| 7. | Cees Dikmans                         | 1    |
| 7. | Jan de Jongh                         | 1    |
| 7. | Leo Snijders                         | 1    |
| Eigen doelpunt |                                      |      |
| 1. | Simon van der Oord (De Volewijckers) |      |
| Totaal | Totaal                               | 64   |